# Nicolás de Echávarri
Nicolás de Echávarri (1417 - Tafalla, 23 november 1469) was raadgever van het koningshuis van Navarra en bisschop van Pamplona van 1462 tot 1469.

## Afkomst

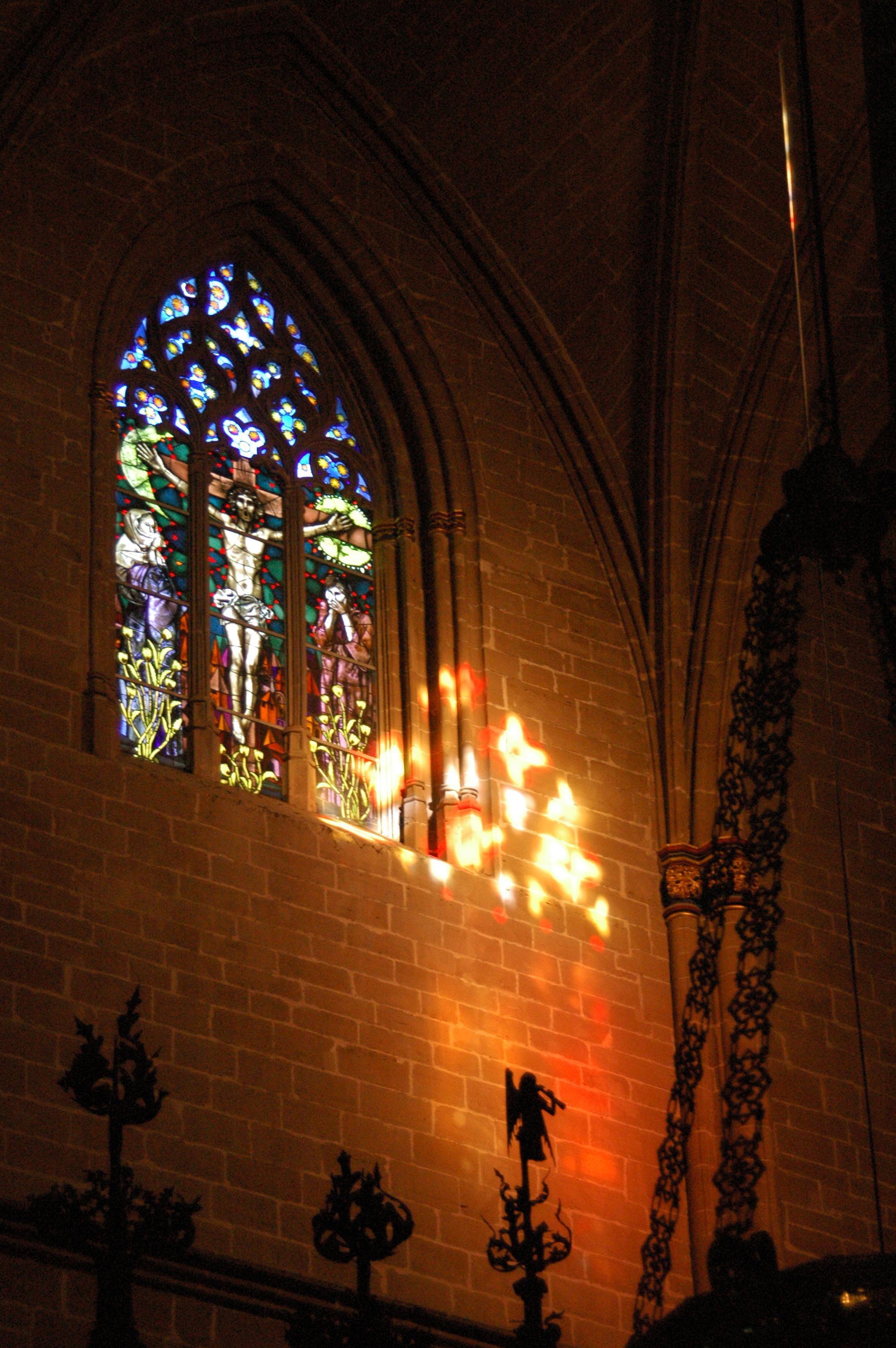
Interieur van de kathedraal Santa María van Pamplona

Nicolás de Echávarri, ook genoemd Nicolás Chavarri, was een zoon van Juan Martínez de Eguía en Catalina de Echávarri. Nicolas kreeg de naam van zijn moeder mee, omdat hij de heerlijkheid Chavarri van haar erfde. De familie Echavarri was al vanaf de 13e eeuw woonachtig in Estella en omgeving. De Echavarris bekleedden belangrijke functies zoals notaris en administrateur van de koning.

## Leven
Op 12-jarige leeftijd was Nicolás al in dienst aan het hof van Navarra als beheerder van de apotheek van koningin Blanca I van Navarra. In 1431 werd zijn vader benoemd tot secretaris en al vanaf zijn 14e levensjaar hielp Nicolás bij het innen van de belastingen voor de kroon van Navarra. De post van belastingambtenaar bleef hij twintig jaar lang uitoefenen. Hij bleef tevens de apotheek van de kroon beheren en reisde naar Frankrijk toen prinses Eleonora daar een ongeluk kreeg.
Hij onderhield goede relaties met Karel van Viana, maar toen er een oorlog uitbrak om de troon van Navarra tussen Karel en diens vader Johan II van Aragón, koos hij partij voor de laatste. Het koninkrijk was verdeeld in twee kampen. Johan II vond steun bij de Agramonteses, terwijl zijn oppositie zich verenigde in het kamp van de Beaumonteses.
In 1453 werd Nicolás de Echávarri benoemd tot schatmeester van de koning. In hetzelfde jaar werd hij abt van de abdij van Santa Pía in Arraya, hetgeen hem veel prestige en geld opleverde. De positie van de kerk was erg belangrijk met betrekking tot de strijd om de troon. Daarom probeerde Johan II Nicolás tot bisschop van Pamplona te laten benoemen. Paus Pius II benoemde echter de kardinaal Basilios Bessarion tot opvolger van bisschop Martin de Peralta nadat deze in 1457 was gestorven.
Na de dood van Karel van Viana in 1462 veranderde de politieke situatie in Navarra. Onder druk van het koningshuis van Aragón besloot Pius II nu toch Nicolas tot bisschop te benoemen. Pedro de Peralta, de Constable van Navarra en ambassadeur van Johan II van Aragón in Rome speelde hierbij een belangrijke rol.
Op 15 juni 1462 werd Nicolás de Echávarri de opvolger van kardinaal Basilios Bessarion als bisschop van Pamplona. In zijn eerste jaar als bisschop gaf Nicolás  opdracht tot het restaureren en uitbreiden van de kathedraal van Pamplona. Hij maakte zich sterk voor meer rechten en inkomsten voor de kanunniken, die voorheen zich geheel moesten schikken naar de wensen van de hoge adel.
De bisschop belegde op 19 juli 1466 een synode in het nieuwe gedeelte van de kathedraal van Pamplona. Op deze synode werden een aantal misstanden besproken die zich hadden voorgedaan door de afwezigheid van een bisschop in de voorgaande jaren. Zo werd besloten dat de bisschop voortaan in Pamplona zelf moest resideren en niet daarbuiten.
Navarra werd na de dood van Karel van Viana geregeerd door Eleonora I van Navarra, de dochter van Blanca I van Navarra, en de zus van koning Johan II van Aragón. Nicolás werd een van de belangrijkste raadgevers van de koningin van Navarra. Nicolás oefende zijn invloed uit om ervoor te zorgen dat de stad Viana, oorspronkelijk onderdeel van Navarra, maar bezet door Castilië, terug zou vallen aan het koninkrijk Navarra. Eleonora sloot in 1465 een vredesverdrag met de Beaumonteses en waarschijnlijk schaarde Nicolás zich aan haar kant.
Tijdens de Cortes die in 1469 in Tafalla werden gehouden hield de bisschop een toespraak waarbij hij zich keerde tegen zijn voormalige beschermheer, Pedro de Peralta. De gemoederen liepen hoog op en uiteindelijk grepen Pedro en zijn aanhangers naar hun wapens en brachten de bisschop met lanssteken om het leven. 
Volgens sommige historici werd de moord gedirigeerd door Johan II van Aragón, die daarmee de macht van zijn zus Eleonora teniet wilde doen..
Het lichaam werd daarna in het klooster van San Francisco in Tafalla opgebaard. Pedro de Peralta werd geëxcommuniceerd en zijn bezittingen werden in beslag genomen. Hij ontving niet lang daarna pardon van Johan II van Aragón.
Als bisschop van Pamplona werd Nicolás opgevolgd door Alfonso Carrillo (1473-1491).

## Nageslacht
- Jimeno de Chavarri
- Carlos de Chavarri